# 우국의 라스푸틴
우국의 라스푸틴(憂国のラスプーチン)은 일본의 외교관인 사토 마사루가 겪었던 실화를 나가사키 타카시가 글로 남기고, 공포 만화가로 유명한 이토 준지가 그림을 그려 만든 만화이다. 공포 만화만 그렸던 이토 준지로서는 최초로 그린 정치 만화이다.
러시아와 일본 사이에 첨예한 대립 문제로 남아있는 쿠릴 열도 문제를 다룬 작품이다. 일본의 외교관 사토 마사루가 러시아와 쿠릴 열도 문제로 교섭을 벌이다, 일본 도쿄 검시청에 의해 공금 횡령 혐의로 구속되어 치열한 법정 공방을 벌인 끝에 무죄로 풀려났던 실화를 바탕으로 만들었다.
이 작품에서 사토 마사루 역을 맡은 유우키 마모루는 열악한 환경에 살고 있는 쿠릴 열도의 주민들에게 일본 정부가 생활 지원을 해줌으로써 그들에게 호감을 사고, 종국에는 그들로 하여금 자발적으로 일본에 영토를 반환케 하자는 발상을 펴고 있다.
그러나 2012년 러시아 정부는 낙후된 쿠릴 열도에 군 병력을 증강하고, 아울러 중국 기업인들로 하여금 5000만 달러를 투자하게 하는 계획을 발표하였다. 이로 말미암아 러시아 정부 역시, 쿠릴 열도를 일본에 넘겨줄 의사가 전혀 없음을 밝힌 셈이다.